# Limnophora aurifacies
Limnophora aurifacies är en tvåvingeart som beskrevs av Stein 1911. Limnophora aurifacies ingår i släktet Limnophora och familjen husflugor. Inga underarter finns listade i Catalogue of Life.